# Helmut Lennartz
Helmut Lennartz foi um piloto alemão da Luftwaffe durante a Segunda Guerra Mundial. Abateu 13 aeronaves inimigas, o que fez dele um ás da aviação. Ao comando de um Messerschmitt Me 262, efectuou a primeira vitória aérea da história dos aviões a jato, abatendo um bombardeiro B-17 Flying Fortress. Lennartz sobreviveu à guerra, tendo abatido 8 aeronaves com o Me 262.